# Model charakterystyk pracy
Model charakterystyk pracy (ang. job characteristic model) – model teoretyczny stworzony przez J. Richarda Hackmana i Grega Oldhama, próbujący wyjaśnić powstawanie satysfakcji z pracy. Główne założenia modelu stanowią, iż satysfakcja z pracy powstaje w efekcie pojawienia się trzech kluczowych stanów psychologicznych: doświadczania poczucia sensu pracy, doświadczania poczucia odpowiedzialność za wyniki pracy i posiadania wiedzy o wynikach pracy. Z kolei te trzy kluczowe stany psychologiczne powstają w efekcie działania pięciu motywacyjnych charakterystyk pracy – sposobów w jaki praca jest zorganizowania i zaprojektowana.

## Motywacyjne charakterystyki pracy
Motywacyjne charakterystyki pracy w ramach modelu charakterystyk pracy to:
1. Różnorodność wykorzystywanych w pracy umiejętności (ang. skill variety) – stopień w jakim w pracy pracownika może korzystać z wszystkich posiadanych umiejętności.
2. Utożsamianie się z wynikiem zadania (ang. task identity) – stopień w jakim pracownik może dostrzegać końcowe wyniki zadań wykonywanych w pracy.
3. Znaczenie zadań (ang. task significance) – stopień w jakim wykonywana przez pracownika praca jest istotna dla innych ludzi lub innych pracowników.
4. Autonomia (ang. autonomy) – stopień w jakim stopniu pracownik ma dowolność w ustalaniu sposób i tempa wykonywania swojej pracy.
5. Informacja zwrotna (ang. feedaback) – stopień w jakim pracownik ma możliwość otrzymywania informacji zwrotny o wynikach i jakości swojej pracy.

Pięć motywacyjnych charakterystyk pracy prowadzi do rozwoju trzech kluczowych stanów psychologicznych, które są bezpośrednią przyczyną satysfakcji z pracy.
- (1) Różnorodnych umiejętności, (2) utożsamianie się z wynikiem zadania i (3) znaczenie zadań prowadzi do doświadczania poczucia sensu[4][1].
- (4) Autonomia prowadzi do doświadczania stanu odpowiedzialności za wyniki pracy[1][4].
- (5) Informacja zwrotna prowadzi do budowy wiedzy na temat wyników pracy[1][4].

## Indywidualne cechy pracowników
Dodatkowo model charakterystyk pracy zakłada, iż indywidualne cechy pracowników mogą oddziaływać na to jak silnie charakterystyki pracy będą wpływać na rozwój trzech stanów psychologicznych oraz na to jak silnie, te trzy kluczowe stany psychologiczne będą wpływać na satysfakcje z pracy. Główną cechą indywidualną pracowników w modelu charakterystyk pracy jest potrzeba samorozwoju (ang. employee growth need strength). Pracownicy z wysoką potrzeba samorozwój mają w myśl założeń modelu charakterystyk pracy silnej reagować na motywacyjne charakterystyk pracy niż pracownicy z niską potrzebą samorozwoju.

## Testy trafności modelu charakterystyk pracy
Główne założenia teorii charaktery pracy znalazły potwierdzenie w badanych empirycznych, a sam model stał się jednym z najbardziej popularnych modeli satysfakcji z pracy.
W książce Essential Theories of Motivation J.B. Miner zapytał 71 ekspertów z zakresu zachowań organizacyjnych o ocenę każdej z opisywanych przez niego teorii. Model charakterystyk pracy uzyskał wysokie średnie wyniki ocen ekspertów, przyznany mu średnio 5/7 gwiazdek w zakresie aktualnej ważność, 4/5 gwiazdek w zakres trafności i 5/5 gwiazdek w zakresie użyteczność praktycznej.
Model charakterystyk pracy nie jest jednak wolny od krytyki. Krytykowany jest głównie za to, iż zupełnie pomija w wyjaśnianiu satysfakcji z pracy czynnik społeczne np. relacje z przełożonymi czy ze współpracownikami, Hackman i Oldham przyznają, że pominęli aspekt relacji społecznych, ponieważ w latach 70 XX wieku, kiedy tworzy swój model, relacje społeczne wydawały im się mało ważne dla satysfakcji z pracy, jednak stwierdzają, że dziś relacje społeczne mogłyby odgrywać większa role niż ponad 40 lat temu.